# Proyecto Cloud
El proyecto CLOUD  es un proyecto en el que intervienen científicos de 17 instituciones, que intenta verificar la hipótesis de que la actividad de los rayos cósmicos sobre la atmósfera terrestre, regulada por variaciones en el flujo del viento solar, podría ejercer una importante influencia sobre la formación de nubes, de forma experimental.
Los cambios en el clima de la Tierra ocurridos durante los últimos años han hecho que tanto la comunidad científica como la opinión pública estén inmersos en un acalorado debate sobre el calentamiento global de la atmósfera y la influencia que el hombre puede ejercer sobre el clima.
Debido a la gran importancia de la cuestión, cuyos problemas derivados dejarían sentir sus efectos en la práctica totalidad de los habitantes del planeta y de la que se podrían derivar medidas correctoras que alterarían notablemente los sistemas productivos industriales existentes así como la vida cotidiana de los ciudadanos de los países industrializados (e incluso las posibilidades de desarrollo de los países en vías de alcanzarlo), asistimos a una discusión que traspasa el ámbito académico y en el que las presiones políticas e intereses económicos cobran una importancia capital.
La dificultad de los estudios climáticos globales, en los que hasta poco tiempo se carecía de la capacidad para abordarlos con un margen de confianza necesario, ha añadido elementos a la polémica. Por un lado, es solo desde 1990 cuando los avances tecnológicos han comenzado a suministrar las herramientas de observación necesarias para recoger la compleja mezcla de datos y los sistemas informáticos precisos para el tratamiento que sus análisis requieren. Por otro, la falta de unicidad en las conclusiones que los diferentes estudios parciales pueden arrojar es fuente continua de posicionamientos en pro y en contra de las hipótesis que señalan a la influencia humana como responsable principal del problema, cuyo máximo exponente son las oscilaciones y correcciones en las previsiones referentes a incrementos de temperatura previstos para los próximos años, o incluso en las variaciones producidas en el pasado.
La cuestión ha alcanzado un punto en el que incluso se ha llegado a insinuar que en determinados casos se han favorecido estudios en uno u otro sentido (lo cual no quiere decir, por supuesto, que se falseen datos, sino que aquellos trabajos cuyas conclusiones coinciden con algunos posicionamientos pueden verse posteriormente beneficiados frente a otros a la hora de recibir fondos suplementarios o una mayor difusión).
No obstante, con toda seguridad la fuente última de las discrepancias radica en el hecho de que estamos comenzando a entender los complejos sistemas que intervienen en la regulación climática de la Tierra, en la que intervienen múltiples factores y complicados mecanismos de retroalimentación.
Con todo, parece existir un consenso general respecto al hecho de que asistimos a un lento y paulatino calentamiento global. Por término medio se barajan cifras entre los 0,4 y los 0,8 °C durante el último siglo XX (según se expuso en la conferencia de presentación con motivo de la Sexta Conferencia de las Partes para el Grupo de Trabajo sobre Cambio Climático de las Naciones Unidas, el 13 de noviembre de 2000, realizada por Robert T. Watson, quien ocupa la presidencia del Grupo de Expertos sobre Cambio Climático, IPCC).
Si ampliamos los datos hasta el siglo pasado, diversos estudios suelen coincidir en que entre 1860 y 1992 se produjo un incremento global medio de unos 0,6 °C
Ver: Intergovernmental Panel on Climate Change, IPCC. Climate change 1995: the science of climate change, eds. J. T. Houghton et al., WMO and UNEP, Cambridge University Press, Cambridge, (1996).
Pero quizá el hecho que ha disparado las alarmas es que a pesar de que ha habido también periodos con estancamientos y ligeros descensos en la temperatura (por ejemplo entre 1945 y 1970), durante los últimos 20 años asistimos a un aumento más acusado de la temperatura global media tomada en superficie.

## CO2y los gases de efecto invernadero
El papel que las diferentes actividades humanas juegan en este incremento ha sido y continúa siendo objeto de un intenso debate. Conocida la capacidad que tanto el CO2 como otros gases pueden tener para provocar el llamado efecto invernadero, parece lógico pensar que las grandes cantidades de estos gases vertidas a la atmósfera ejerciesen una lenta pero paulatina influencia.
La atmósfera es bastante transparente a la radiaciones solares de onda corta, que inciden sobre la superficie terrestre y provoca un calentamiento de la misma, en parte devuelto como radiación infrarroja emitida hacia la atmósfera. Pero algunos de los gases que ésta contiene, como el dióxido de carbono, el metano o el óxido nitroso, pueden funcionar como una pantalla reflectante que impide que parte de la radiación infrarroja escape al espacio. A mayor proporción de dichos gases, más intenso es el fenómeno.
En este sentido, la mayoría de la comunidad científica coincide en que la emisión de gases de efecto invernadero así como otras partículas fruto principalmente de procesos actividades humanas como industria, transporte, y calefacción, junto con la deforestación global producida, tienen buena parte de culpa en el proceso global. El incremento en la cantidad de CO2 de la atmósfera ha pasado de las 290 partes por millón en 1900 a 315 ppm en 1960 y 370 ppm en el año 2000.
Esta es la posición que podríamos catalogar como actualmente "dominante" a la hora de buscar responsabilidades y es respaldada, entre otras instituciones, por el IPCC (Grupo de Expertos o "Panel" Intergubernamental para el Cambio Climático) de las Naciones Unidas. Sin embargo, no es la única corriente de pensamiento en torno al problema.

## La influencia solar: los ciclos solares
Desde el siglo XIX los científicos han considerado la posible existencia de variaciones en la energía emitida por el Sol como un factor que podría ser determinante en las oscilaciones climáticas de la Tierra. Recientemente varios trabajos han puesto de manifiesto una relación entre la variabilidad del ciclo de manchas solares y años más o menos cálidos.
En 1991 E. Friis-Christensen y K. Lassen observaron que podía existir una correlación entre la longitud de los ciclos solares, con una longitud media de aproximadamente 11 años pero con duraciones que oscilan entre los 7 y 17 años (otros estudios arrojan variaciones comprendidas entre los 9 y 14 años en función del periodo analizado), y etapas con una mayor actividad solar. En una gráfica que compara los datos recogidos en el informe del IPCC de 1995 sobre la variación de la temperatura media sobre la tierra en el hemisferio norte recogidos desde 1861 a 1989 con la longitud de los ciclos se ve que a los ciclos más cortos se corresponden con periodos más cálidos.
Ver: E. Friis-Christensen and K.Lassen, Length of the solar cycle: an indicator of solar activity closely associated with climate, Science 254, (1991), 698.
La gráfica basada en el trabajo de E. Friis-Christensen and K.Lassen muestra conjuntamente las variaciones en la longitud de los ciclos de manchas solares (tomando los valores máximos como marcadores) y los datos de anomalías en la temperatura del hemisferio norte a partir de datos del IPCC.
(Intergovernmental Panel on Climate Change (IPCC), Climate change 1995:the science of climate change, eds. J. T. Houghton et al., WMO and UNEP, Cambridge University Press, Cambridge - 1996).
Además, la hipótesis de la emisión de gases de efecto invernadero como responsable único del calentamiento global va en contra de lo que parece deducirse de algunos datos experimentales. Así, en la gráfica de variación de temperaturas medias puede verse que se ha producido un mantenimiento en la temperatura global entre 1945 y 1970, con etapas en las que incluso descendió ligeramente, algo que no concuerda con el incremento de emisiones producido durante esos años.
Por otro lado, en los datos recogidos por diferentes satélites (ACRIM I y II, Nimbus 7 y ERBS) se ha observado que la denominada "Constante Solar", una magnitud utilizada para representar la emisión de energía por parte del Sol, es en realidad una variable que en los dos últimos ciclos solares ha oscilado un 0,1 por ciento.
Ver: C.Fröhlich and J.Lean, Pro. IAU Symposium 185, ed.F. L. Deubner, Kyoto. (1997).
Respecto a este último dato, la posición actual del IPCC considera que cifras de variación tan reducidas provocarían cambios climáticos que no pueden compararse con los ocasionados por la emisión de gases de efecto invernadero, por lo que su papel se vería muy reducido en comparación con los efectos de estos últimos. Sin embargo, las apreciaciones del IPCC en este último punto no son aceptadas por todos. Se esgrimen dos razones principales para ello.
1. La primera es que los datos de satélite solo recogen la variabilidad de los dos últimos ciclos solares, ignorando qué ha ocurrido en periodos anteriores. La variabilidad del 0,1 por ciento podría haber sido mayor.
2. La segunda indica que el valor del 0,1 por ciento representa la oscilación de la amplitud absoluta en la variación de la constante solar en una gráfica corregida ("suavizada" con los valores medios de tres ciclos de rotación solar de 27 días; por tanto cada punto de la misma representa la media de las observaciones realizadas durante 81 días) que no tiene en cuenta los grandes cambios entre los valores máximos y mínimos consecutivos que se producen en los datos recogidos, debidos a la rotación solar de las manchas solares. Si se tomaran en cuenta, el rango de variación aumentaría a un 0,22 por ciento, lo cual sí podría ser significativo y representar por sí solo un incremento de hasta 0,3 °C según determinados autores.

Actualmente, científicos del NCAR (National Center for Atmospheric Research, o Centro Nacional para la Investigación Atmosférica de Estados Unidos) trabajan en observaciones más detalladas sobre las variaciones en la emisión de energía por parte del Sol, y consideran que aunque reducida, la oscilación puede ser suficiente como para ocasionar cambios medibles en el clima. De hecho, la simulación realizada por el Modelo de Sistema Climático del NCAR coincide en establecer un paralelismo entre el pequeño enfriamiento global producido entre 1945 y 1970 respecto a la relativa baja actividad solar de ese periodo, aunque estima que la influencia solar podría representar solo una tercera parte del calentamiento global desde principios de siglo.
Así pues, cada vez más grupos de científicos parecen coincidir en que pequeñas variaciones en la actividad solar, las cuales hemos comenzado a medir con exactitud durante los últimos 20 años, pueden tener su reflejo en el clima terrestre.
De los datos recogidos parece deducirse que los periodos con una menor actividad solar, reconocibles entre otros parámetros por una menor cantidad de manchas solares (cuyos registros más o menos fiables abarcan los últimos 200 años, aunque hay observaciones aún más antiguas que se remontan al periodo inmediatamente posterior al descubrimiento del telescopio, durante principios del siglo XVII), favorecen pequeños enfriamientos relativos en el clima terrestre. Así, durante el periodo comprendido entre 1645 y 1715, conocido como la Pequeña Edad de Hielo, y en el que no existieron apenas manchas solares, hay numerosos registros que indican que se trató de una época de bajas temperaturas y un clima riguroso.
No obstante, los mecanismos de actuación de este factor sobre el clima terrestre pueden no ser todo lo "directos" que podría parecer y el mecanismo causante podría ser más complejo de lo que en un principio podría suponerse.

## El viento solar
En 1951 Ludwig Biermann propuso la existencia de una "radiación solar corpuscular" para explicar el hecho de la existencia de las grandes y largas colas de los cometas, cuya orientación es siempre contraria a la posición del Sol, tanto cuando se acercan como cuando se alejan de este (tal y como observó Cuno Hoffmeister en 1943), y cuyo tamaño no se explica por la diferencia de velocidades que podría existir entre las partículas emitidas en el supuesto vacío espacial y el núcleo del cometa.
Años más tarde, en 1958, Eugene N. Parker propuso la existencia de dicha radiación solar corpuscular como parte de una explicación teórica sobre el equilibrio en la estructura de la corona solar, denominándolo "viento solar". En 1960 el soviético K. I. Gringauz pudo comprobar esta teoría gracias a los datos de la sonda soviéticas Luna 2, dato que fue corroborado más tarde por Herbert Bridge y Bruno Rossi gracias a las observaciones de los instrumentos a bordo de la sonda Explorer 10, de la NASA. Cuando en 1962 la NASA lanzó la nave Mariner II con destino a Venus, pudo no solo verificarse de nuevo su existencia, sino que se vio que el viento solar no era uniforme, existiendo corrientes más intensas que se repetían con una periodicidad de unos 27 días, lo que al coincidir con el periodo de rotación solar, sugería que las fuentes giraban con él. (Realmente la velocidad de rotación del Sol no es igual en todas sus latitudes y mientras la parte central complete una vuelta cada 27 días, en los polos el giro tarda alrededor de 31, aproximadamente).
Hoy sabemos que el viento solar se trata de un flujo constante de partículas cargadas eléctricamente emitido por el Sol a grandes velocidades (alrededor de 400 km/s, con una variación normal entre los 200 y 800 km/s, aunque pueden registrarse valores mayores), formado principalmente por iones de hidrógeno (o protones, en una proporción de aproximadamente el 96 % respecto del total), de helio (o partículas alfa, en aproximadamente un 4 %), trazas de otros iones más pesados (oxígeno, carbono, etc) y electrones.
En realidad se trata de la corona solar expandiéndose en el espacio y, por ello, su densidad varía en relación a la distancia del Sol. Ejercen además una acción directa en la configuración de la ionosfera terrestre, cuya interacción provoca a su vez que su densidad varíe en función del campo magnético de la Tierra. A la altura de su órbita es de aproximadamente 6 partículas por cm³ (centímetro cúbico) con oscilaciones que normalmente varían entre los 3 y los 10 partículas por cm³, pero las diferentes zonas de la magnetosfera ofrecen mediciones que descienden a 1 partícula por cm³ en la parte más exterior de la misma, y valores inferiores a las 0,5 partículas por cm³ en zonas de los denominados lóbulos de la cola.
Sin embargo el Sol no es la única fuente de las partículas energéticas que inciden sobre la tierra.

## Los rayos cósmicos y la atmósfera terrestre
La existencia de una fuente de ionización que afectaba a los electroscopios (detectores utilizados para medir diferencias de potencial) era un misterio para los científicos de finales del siglo XIX. En un principio se pensó que la fuente estaba en algún mineral de la corteza terrestre. Gracias a diversos experimentos, especialmente los realizados en 1910 por el suizo Albert Gockel y los efectuados por el físico austriaco (más tarde nacionalizado estadounidense) Victor Franz Hess entre 1911 y 1912, se pudo comprobar que el nivel de la ionización atmosférica, provocada por reacciones de alta energía del cual era responsable un agente desconocido, crecía con la altitud. Dichos experimentos se vieron continuados y confirmados por Robert A. Millikan quien introdujo el término "Rayos Cósmicos". Posteriormente Walther Bothe y Dr. Werner Kolhörster, establecieron que dichos rayos cósmicos eran en realidad partículas cargadas.
Hoy se sabe que los rayos cósmicos, de forma parecida al viento solar, son principalmente iones de hidrógeno (es decir, protones, que representan un 80-85 % del total), de helio (o partículas alfa, aproximadamente el 12 % del total), en menor medida de carbono, oxígeno y una proporción mucho menor de iones de hierro y otros elementos más pesados (representando todos ellos aproximadamente entre un 1 % y un 5 % del total), además de un 2 % de electrones y positrones (en una proporción de 5:1). Una pequeña porción (aproximadamente el 0,1 %) son rayos gamma.
No obstante, estas partículas se mueven a grandes velocidades, cercanas a la velocidad de la luz. Su rango de energías varía entre 10+9 eV (10 elevado a 9 electronvoltios) y 10+20 eV, y su origen, al menos en aquellas con una energía de hasta 10+16 eV, está en las ondas de choque generadas en la explosión de estrellas supernovas. (El origen de los rayos cósmicos de muy alta energía, superior a los 10+19 eV, está aún sin determinar). Por otra parte, el Sol emite en las grandes erupciones solares partículas energéticas que podrían considerarse como rayos cósmicos, aunque debido a su baja energía (generalmente por debajo de 10+9 eV o 1 GeV, aunque a veces pueden alcanzar valores en torno a los 10 GeV) en comparación con los anteriores, se agrupan en una categoría diferente: las llamadas Partículas Energéticas Solares (Solar Energetic Particles o SEPs).
En 1997 Henrik Svensmark and E. Friis-Christensen descubrieron una correlación entre la intensidad de los rayos cósmicos que inciden sobre la Tierra y su cubierta nubosa global. Observaron que en los periodos en los que se registraban mayores intensidades de rayos cósmicos aumentaba globalmente la capa nubosa.
Ver: Svensmark, H. & Friis-Christensen, E.: Variation of cosmic ray flux and global cloud coverage - a missing link in solar climate relationships. J. Atm. Sol. Terr. Phys. 59 (1997), 1225.
De acuerdo con estudios recientes efectuados por investigadores del Instituto de Investigaciones Espaciales Danés, en Copenhague, la causa principal en las oscilaciones del número de rayos cósmicos recibidos en la Tierra se debería a las variaciones en el flujo de viento solar emitido, ya que este actúa como un escudo protector frente a los primeros. En los periodos con una emisión más intensa de viento solar, que coinciden con un mayor número de manchas solares, se produce un aumento en la densidad de partículas por cm³ de aquel, y por tanto aumenta la posibilidad de colisiones entre estas y los rayos cósmicos, obstaculizando su llegada a la Tierra.
La incidencia de los rayos cósmicos en la atmósfera terrestre provoca fenómenos de ionización por colisión ("rotura" de moléculas y/o pérdida o ganancia de uno o más electrones). Esta es más intensa en las zonas superiores de la atmósfera y disminuye a medida que descendemos en la misma. Estaría también relacionada con la producción de aerosoles (partículas de entre 0,001 y 1 micra de diámetro de líquidos o sólidos que por su pequeño tamaño están suspendidos en el aire entre los cuales se incluyen polvo, sal marina, hollín y restos procedentes de la combustión de materia orgánica, sulfatos, nitratos, etc) y/o su crecimiento. Se piensa también que los rayos cósmicos influirían en la formación de micro partículas de hielo en las nubes altas.
Los aerosoles actuarían a su vez como núcleos de condensación de nubes, a modo de "siembra" que permitiría su formación (la microfísica de nubes indica que es necesaria la presencia de pequeñas partículas de tamaño micrométrico con gran afinidad por el agua para que se produzca su formación en condiciones atmosféricas, cuyo papel sería actuar como núcleos de condensación en lo que se ha dado a conocer como nucleación heterogénea).
Una comparación de las gráficas sobre variaciones globales absolutas en la absorción del infrarrojo (con longitudes de onda entre 10 y 12 micrómetros) de la cobertura de nubes tomadas de los datos del Proyecto Internacional de Observaciones por Satélite sobre el Clima y las Nubes (International Satellite Cloud Climate Project, ISCCP) y la variación en el flujo de rayos cósmicos muestran una correlación bastante significativa entre la intensidad de estos y la frecuencia de nubes bajas (cuya altitud es inferior a los 3200 metros).
Ver: N.Marsh and H.Svensmark, Low cloud properties influenced by solar activity, enviado a Geophys. Res. Lett. (2000)
Los mapas de correlaciones globales entre el flujo de rayos cósmicos y la frecuencia de nubes o cobertura, y la temperatura en la zona superior de la capa nubosa ambos referentes a nubes bajas, resentan valores medios de las zonas con un coeficiente de correlación sobre 0,6 son del 14,2 % para el primer caso y del 29,6 % en el segundo. En este último, sorprendentemente puede observarse que la correlación es más intensa en las zonas cercanas al ecuador magnético terrestre, en donde los efectos de la modulación de los rayos cósmicos por el viento solar deberían ser algo menores que en latitudes magnéticas altas. La probabilidad calculada de obtener un coeficiente de correlación mayor o igual de 0,6 de forma aleatoria en uno de los píxeles de la gráfica es del 0,01 %.
El efecto de la capa nubosa sobre el balance de radiación recibida/emitida por la Tierra varía en función del tipo de nube. Así, aquellas de pequeño grosor situadas a altitudes medias y altas favorecen el calentamiento global ya que son relativamente transparentes a las longitudes cortas de onda (energía recibida) pero opacas para longitudes de ondas infrarrojas (energía irradiada por la Tierra debido al calentamiento de su superficie). Sin embargo, si se analiza el papel desempeñado por aquellas de mayor grosor o en las situadas en las capas bajas de la atmósfera (estimadas en su conjunto) se ve que respecto al balance energético predomina el efecto de reflexión de las radiaciones recibidas (albedo) frente a la energía que impiden se irradie al espacio.
Como el incremento en los rayos cósmicos, modulado por disminuciones en la actividad solar, estaría asociado a incrementos en la formación de nubes bajas, ello favorecería un enfriamiento relativo de las temperaturas en superficie, y viceversa.

## El proyecto CLOUD.
Para estudiar en detalle el mecanismo antes descrito, científicos de 17 instituciones y universidades internacionales han propuesto el proyecto CLOUD (Cosmics Leaving OUtdoor Droplets):
- University of Aarhus, Institute of Physics and Astronomy, Aarhus, Denmark
- University of Bergen, Institute of Physics, Bergen, Norway
- CERN, Geneva, Switzerland
- Danish Space Research Institute, Copenhagen, Denmark
- Finnish Meteorological Institute, Helsinki, Finland
- University of Helsinki, Institute of Physics, Helsinki, Finland
- University of Helsinki, Laboratory of aerosol and Environmental Physics, Helsinki, Finland
- Ioffe Physical Technical Institute, Dept.of Fusion Technology, St.Petersburg, Russia
- University of Kuopio, Department of Applied Physics, Kuopio, Finland
- Lebedev Physical Institute, Solar and Cosmic Ray Research Laboratory, Moscow, Russia
- University of Leeds, School of the Environment, Leeds, United Kingdom
- University of Mainz, Institute for tmospheric Physics, Mainz, Germany
- Max-Planck Institute for Nuclear Physics (MPIK), Atmospheric Physics Division, Heidelberg, Germany
- University of Missouri-Rolla, Cloud and Aerosol Sciences Laboratory, Rolla, USA
- University of Reading, Department of Meteorology, Reading, United Kingdom
- Rutherford Appleton Laboratory, Space Science & Particle Physics Depts., Chilton, United Kingdom
- University of Vienna, Institute for Experimental Physics, Vienna, Austria

Su funcionamiento se basa en la creación de una cámara especial de nubes (siendo estas mecanismos destinados a permitir la detección de los rastros de partículas cargadas tales como rayos cósmicos, conocidos también como cámaras de Wilson), diseñada para reproducir las condiciones existentes en la atmósfera (algo no conseguido hasta la fecha), en la que se analizarían los efectos de un haz de rayos cósmicos ajustable. Como fuente para el mismo se ha propuesto la utilización del Sincrotrón de Protones (Super Proton Synchrotron accelerator o SEP) que el Laboratorio Europeo de Física de Partículas (CERN), aunque su utilización está actualmente pendiente de aprobación.

## Metas
Las metas principales del proyecto CLOUD son:
- Estudiar la relación entre los rayos cósmicos y la formación de grandes iones, partículas de aerosol, gotitas y cristales de hielo.
- Comprender los mecanismos microfísicos que conectan los rayos cósmicos con los cambios en las partículas de aerosol y con las nubes.
- Simular los efectos de los rayos cósmicos sobre las propiedades de aerosoles y nubes bajo condiciones atmosféricas.

## Enlaces relacionados
- Web del Laboratorio Europeo de Física de Partículas, CERN.
- The sun-climate question.George C. Reid, Aeronomy Laboratory, NOAA/ERL.
- Large Angle and Spectrometric Coronagraph Experiment (LASCO).
- Telescopio Solar Espacial SOHO.
- Sonda espacial Ulysses.
- Solar-Terrestrial Physics.
- Explicación sobre la magnetosfera. David P. Stern and Mauricio Peredo.
- Danish Space Research Institute.
- Proyecto CLOUD y otros trabajos sobre la posible influencia de los rayos cósmicos en la capa de nubes de la Tierra.
- Grupo de Expertos sobre Cambio Climático, IPCC.
- Presentación de Robert T. Watson. Chair Intergovernmental Panel on Climate Change at the Sixth Conference of Parties to the United Nations Framework Convention on Climate Change. November 13, 2000.
- Páginas de John L. Daly. Se recogen puntos de vista contrarios a la hipótesis de calentamiento global por el efecto invernadero. (Ver especialmente las páginas de T.Landscheidt. Schroeter Institute for Research in Cycles of Solar Activity)
- Pew Center on Climate Change.
- University Corporation for Atmospheric Research.
- US Global Change Research Program.

- Datos: Q664424